# Jordi Guillem de Hessen-Darmstadt
Jordi Guillem de Hessen-Darmstadt va néixer a Darmstadt l'11 de juliol de 1722 i va morir a la mateixa ciutat alemanya el 21 de juny de 1782. Va ser príncep de Hessen-Darmstadt i un dels avantpassats de moltes de les cases reials europees.
Jordi Guillem era el segon fill del landgravi Lluís VIII de Hessen-Darmstadt i de Carlota de Hanau-Lichtenberg. Des del 1738 fins a la seva mort va ser comandant de l'exèrcit del seu país. Va actuar com a assessor militar del seu pare, amb una forta rivalitat amb el seu germà gran Lluís IX de Hessen-Darmstadt.

## Matrimoni i fills
Jordi Guillem es va casar el 1748 amb Lluïsa Albertina de Leiningen-Dagsburg-Falkenburg (1729-1818) filla de Cristià Carles Reinhard de Leiningen-Dagsburg-Falkenburg i de Caterina Polyxena de Solms-Rodelheim. El matrimoni va tenir nou fills:
- Lluís Jordi (1749-1823)
- Jordi Frederic (1750)
- Frederica (1752-1782), casada amb el Gran Duc Carles II de Mecklenburg-Strelitz (1741-1816).
- Jordi Carles (1754-1830)
- Carlota Guillemina (1755-1785), casada amb el seu cunyat el Gran Duc Carles II, en morir la seva germana Frederica amb qui s'havia casat primer.
- Carles Guillem (1757-1797)
- Frederic Jordi (1759-1808)
- Lluïsa Enriqueta (1761-1829), casada amb Gran Duc Lluís I de Hessen-Darmstadt
- Augusta Guillemina de Hessen-Darmstadt (1765-1796), casada amb el rei Maximilià I de Baviera